# Филип Розенберг
Филип Розенберг (на английски: Philip Rosenberg) е плодовит американски телевизионен сценарист и писател на произведения в жанра трилър.

## Биография и творчество
Филип Розенберг е роден на 30 март 1942 г. в Устър, Масачузетс, САЩ, в семейството на Оскар и Ева Розенберг.
През 1963 г. завършва Бостънския университет с бакалавърска степен, през 1965 г. Колумбийския университет с магистърска степен и през 1972 г. става доктор на науките. След дипломирането си в периода 1965 – 1974 г. е редактор на свободна практика, а след това се посвещава на писателската си кариера.
На 27 декември 1979 г. се жени за Шарлот Шмид, с която имат двама сина – Марк Илайжа и Матю Исая.
Първият му трилър „Contract on Cherry Street“ е публикуван през 1975 г. Той става бестселър и през 1977 г. е екранизиран в едноименния телевизионен филм с участието на Франк Синатра и Мартин Болсам.
Следващият му роман „Point Blank“ също е екранизиран през 1982 г. във филма „A Question of Honor“ с участието на Бен Газара, Пол Сорвино и Робърт Вон. Екранизирана е също и книгата „Badge of the Assassin“ през 1985 г. с участието на Джеймс Уудс и Яфет Кото.
В следващите години пише предимно истории и сценарии за телевизията. Пише статии за различни списания, вкл. за „Ескуайър“.
Филип Розенберг живее със семейството си в Ню Йорк.

## Произведения

### Самостоятелни романи
- Contract on Cherry Street (1975)
- Point Blank (1978) – със Сони Гросо
- Tygers of Wrath (1991)
- House of Lords (2002)
Могъщите, изд.: ИК „Бард“, София (2002), прев. Росица Панайотова

### Документалистика
- The Seventh Hero: Thomas Carlyle and the Theory of Radical Activism (1974)
- Badge of the Assassin (1979) – с Робърт Таненбаум
- The Spivey Assignment: A Double Agent's Infiltration of the Drug Smuggling Conspiracy (1979)

### Екранизации
- 1977 Contract on Cherry Street – ТВ филм, по книгата
- 1982 Nurse – ТВ сериал, автор на 2 епизода
- 1982 Baker's Dozen – ТВ сериал, автор на 2 епизода
- 1982 A Question of Honor – ТВ филм, по книгата „Point Blank“
- 1985 Badge of the Assassin – ТВ филм, по книгата
- 1985 – 1987 Night Heat – ТВ сериал, автор на 4 епизода
- 1987 Diamonds – ТВ сериал
- 1988 Katts and Dog – ТВ сериал, автор на 1 епизод
- 1989 Bordertown – ТВ сериал, автор на 1 епизод
- 1990 In the Line of Duty: A Cop for the Killing – ТВ филм
- 1992 Till Death Us Do Part – ТВ филм
- 1992 In the Shadow of a Killer – ТВ филм
- 1993 Final Appeal – ТВ филм
- 1993 Murder of Innocence – ТВ филм
- 1994 Moment of Truth – ТВ филм, автор
- 1994 Murder Between Friends – ТВ филм
- 1994 Menendez: A Killing in Beverly Hills – ТВ филм
- 1994 Deadly Vows – ТВ филм
- 1995 A Family Divided – ТВ филм
- 1996 In the Lake of the Woods – ТВ филм
- 1996 Death Benefit – ТВ филм
- 1996 На учителя, с любов II – ТВ филм
- 1996 My Son Is Innocent – ТВ филм
- 1996 Undue Influence – ТВ филм
- 1996 We the Jury – ТВ филм
- 1997 Close to Danger – ТВ филм
- 1997 Five Desperate Hours – ТВ филм
- 1997 Joe Torre: Curveballs Along the Way – ТВ филм
- 2000 Убиец в огледалото, Murder in the Mirror – ТВ филм
- 2000 Missing Pieces – ТВ филм
- 2005 Detective – ТВ филм